# Parc d'État de Jockey's Ridge
Le parc d'État de Jockey's Ridge est un parc d’État des États-Unis situé sur la côte Atlantique de la Caroline du Nord. Il protège les plus hautes dunes naturelles de l'Est des États-Unis.

## Source de la traduction
- (en) Cet article est partiellement ou en totalité issu de l’article de Wikipédia en anglais intitulé « Jockey's Ridge State Park » (voir la liste des auteurs).